# 坂場明日香
坂場 明日香（さかば あすか、12月1日 - ）は、日本の舞台女優である。年齢非公開。愛称は、ばっちゃん、さかじょー、あすか、あちゅか、あすちゃん

## 人物
高校時代は吹奏楽部に所属し、トランペットを担当していた。マーチング世界大会の優勝経験もある。
元々は、美容師として働いていたが、2015年4月に株式会社soymilk主催の劇団TEAM-ODACに研究生として入団。2020年のコロナ禍よりファンとの交流と新規ファンの獲得を目的として、ライブ配信アプリ「Pococha」での配信をスタートする。
本人曰く、犬派。実家で茶太郎と言う名のチワワを飼っており、しばしばSNSに登場する。
口癖は、「なんでだよー」

### 年齢について
自身の年齢を永遠の20歳としており、エターナルハタチ(エタハタ)、ベテランのハタチ(ベテハタ)、プロのハタチ、エターナルベテランハタチなどリスナーやファンからいじりの対象となっている。
また、毎年の誕生日を迎えるタイミングでn回目の20歳とする発言もある。

### 好物について
好物をヘビーローテーションする事がままあり、気に入った物は数ヶ月に渡り食べ続ける事例がしばしば見受けられる（例:ほうじ茶パルム、鮭とば、ポップコーン、シャインマスカット）。
特に好きな食べ物は、野菜のみではないサラダ、アイス、スターバックス。
ホワイトチョコレートは苦手。

## 出演

### 舞台
2013年
- カクシンハン第三回公演『リア』（2013年6月12日 - 16日、SPACE 雑遊）

2014年
- 劇団パレイド旗揚げ公演『ぞでぃあっく+(プラス)』（2014年3月21日 - 23日、阿佐ヶ谷アルシェ）
- カムカムミニキーナ「サラウンド・ミニキーナ」第四弾公演『遮光器』（2014年6月11日 - 15日、中野ウエストエンドスタジオ / 7月25日・26日、なら100年会館 小ホール）

2016年
- フライドBALL企画
  - Vol.12『心の底からクエスチョン』（2016年1月14日 - 17日、明石スタジオ）
  - Vol.14『整形MasterMind』（2016年5月19日 - 22日、明石スタジオ）
  - Vol.16『あっとうてきに愛してる』（2016年9月15日 - 18日、明石スタジオ）
- hide presents MIX LEMONeD JELLY 2016（2016年7月18日、舞浜アンフィシアター）

2017年
- フライドBALL企画Vol.18『二十一面相』（2017年1月26日 - 29日、明石スタジオ）
- 五反田タイガー 1st Stage 『Tokyo Community Life』（2017年5月10日 - 14日、新宿村LIVE）
- 劇団TEAM-ODAC 第25回本公演『毎日が冒険～ねぇ… miss you～』（2017年8月9日 - 13日、紀伊國屋サザンシアター TAKASHIMAYA）

2018年
- 劇団TEAM-ODAC 第28回本公演『猫と犬と約束の燈（再演）』（2018年2月7日 - 12日、草月ホール）
- 五反田タイガー 4th Stage『Casket〜深海から見える星〜』（2018年9月12日 - 17日、草月ホール）- ワカメ 役
- フライドBALL企画 Vol.28『うらがわの事件簿』（2018年10月25日 - 28日、明石スタジオ）

2019年
- 五反田タイガー 5th Stage 『OH,MY GODDESS！！〜あなたが望むなら〜』（2019年1月16日 - 20日、銀座博品館劇場）- ノック 役
- 劇団TEAM-ODAC 第32回本公演『小さな結婚式～いつか、いい風は吹く～』（2019年5月5日・6日、大阪ビジネスパーク円形ホール / 5月15日 - 19日、こくみん共済coopホール／スペース・ゼロ）
- 五反田タイガー 6th Stage『花街花魁クロニクル』（2019年7月10日 - 15日、草月ホール）- お静 役
- フライドBALL企画 Vol.34『必ずあがる』（2019年10月3日 - 6日、新宿THEATER BRATS）- そばかすそば子 役

2020年
- 五反田タイガー 7th Stage『WORKER ANTS と 働かないアリ』（2020年3月18日 - 22日、CBGKシブゲキ!!） - サーチ 役
- 五反田タイガー 8th Stage『Refrain 〜でも、バイバイ！〜』（2020年9月30日 - 10月4日、草月ホール）- 包帯お化け(宇野りりか) 役
- 劇団TEAM-ODAC 第35回本公演『岸和田少年愚連隊～あの頃のハートは今もある～（2020年秋の陣）』（2020年11月14日 - 23日、こくみん共済coopホール／スペース・ゼロ）- 橋爪愛子 役(ダブルキャスト)

2021年
- 五反田タイガー 9th Stage『DEMON〜ありがとうって言えなくて〜』 - 雉 役
  - (2021年1月27日 - 31日、銀座 博品館劇場) ※全公演延期
  - (2021年9月1日 - 5日、こくみん共済coopホール／スペース・ゼロ) ※全公演延期
- フライドBALL企画 Vol.44『ただの嘘と、幸せな嘘』（2021年5月26日 - 30日、新宿THEATER BRATS）- 田中芽衣 役
- 五反田タイガー 10th Stage『 Casket〜深海から見える星〜 』(2021年11月10日 - 14日、草月ホール) - タコ 役
- 劇団TEAM-ODAC 第34回本公演『僕らの深夜高速』（2021年12月15日 - 20日、草月ホール) - 漆田光 役(ダブルキャスト)

2022年
- 劇団TEAM-ODAC 第38回本公演『続・猫と犬と約束の燈～宝物の手～』（2022年2月23日 - 27日、新国立劇場 小劇場) - 段田ゆず 役 ※全公演延期
- 五反田タイガー 9th Stage『DEMON〜ありがとうって言えなくて〜』(2022年4月20日 - 24日、あうるすぽっと) - 雉 役
- 劇団TEAM-ODAC 第39回本公演『舞台・破天荒フェニックス～いつだって始まっている～』(2022年6月1日 - 5日、シアターサンモール) - 牧野楓 役
- フライドBALL企画Vol.51『Funkyナース〜きばらんか！〜』（2022年6月30日 - 7月4日、新宿THEATER BRATS）-  柏原真由美  役
- 五反田タイガー 11th Stage『ペインティング・バーレスク〜天使がいた場所〜』（2022年9月28日 - 10月2日、こくみん共済coopホール／スペース・ゼロ）- ビアモンテ 役
- 劇団TEAM-ODAC 第40回本公演『舞台・破天荒フェニックス』(2022年12月7日 - 11日、俳優座劇場) - 牧野楓 役

2023年
- 五反田タイガー 12th Stage featuring コモンシェア株式会社『Tokyo Community Life 〜Rebron〜 』（2023年2月22日 - 2月26日、六行会ホール）- 西岡恭子 役
- 劇団TEAM-ODAC 第41回本公演『猫と犬と約束の燈〜2023編〜』（2023年4月12日 - 16日、こくみん共済coopホール／スペース・ゼロ)  - 段田ゆず 役
- フライドBALL企画vol.59『Funkyナース〜きばらんか〜』（2023年7月27日 - 31日、シアターブラッツ）
- 五反田タイガー13th Stage『BORDER〜罪の道〜』（2023年10月25日 - 29日、六行会ホール）- 佐々木ゆう 役
- フライドBALL企画vol.61『海が無えです』（2023年11月15日 - 19日、シアターブラッツ）
- 劇団TEAM-ODAC 第42回本公演『舞台・破天荒フェニックス〜2023』（2023年12月6日 - 12日、こくみん共済 coop ホール／スペース・ゼロ）[1] - 牧野楓 役

2024年
- 五反田タイガー 14th Stage『ペインティング・バーレスク〜天使がいた場所〜』（2024年2月28日 - 3月3日、六行会ホール）[2]
- Monkey Works Vol.11  『明日は捲る』（2024年5月15日 - 19日、シアターサンモール）- 北津柑奈 役
- 五反田タイガー 15th Stage『Refrain 〜でも、バイバイ！〜』（2024年10月23日 - 27日、シアターサンモール）- 包帯お化け(宇野りりか) 役

2025年
- 五反田タイガー16th Stage『BORDER〜罪の道〜』（2025年3月5日 - 9日、六行会ホール）- 佐々木ゆう 役
- 劇団TEAM-ODAC第46回本公演『猫と犬と約束の燈～最終章～』（2025年5月14日 - 18日、新国立劇場 小劇場)